# Soda Lake (San Bernardino County)

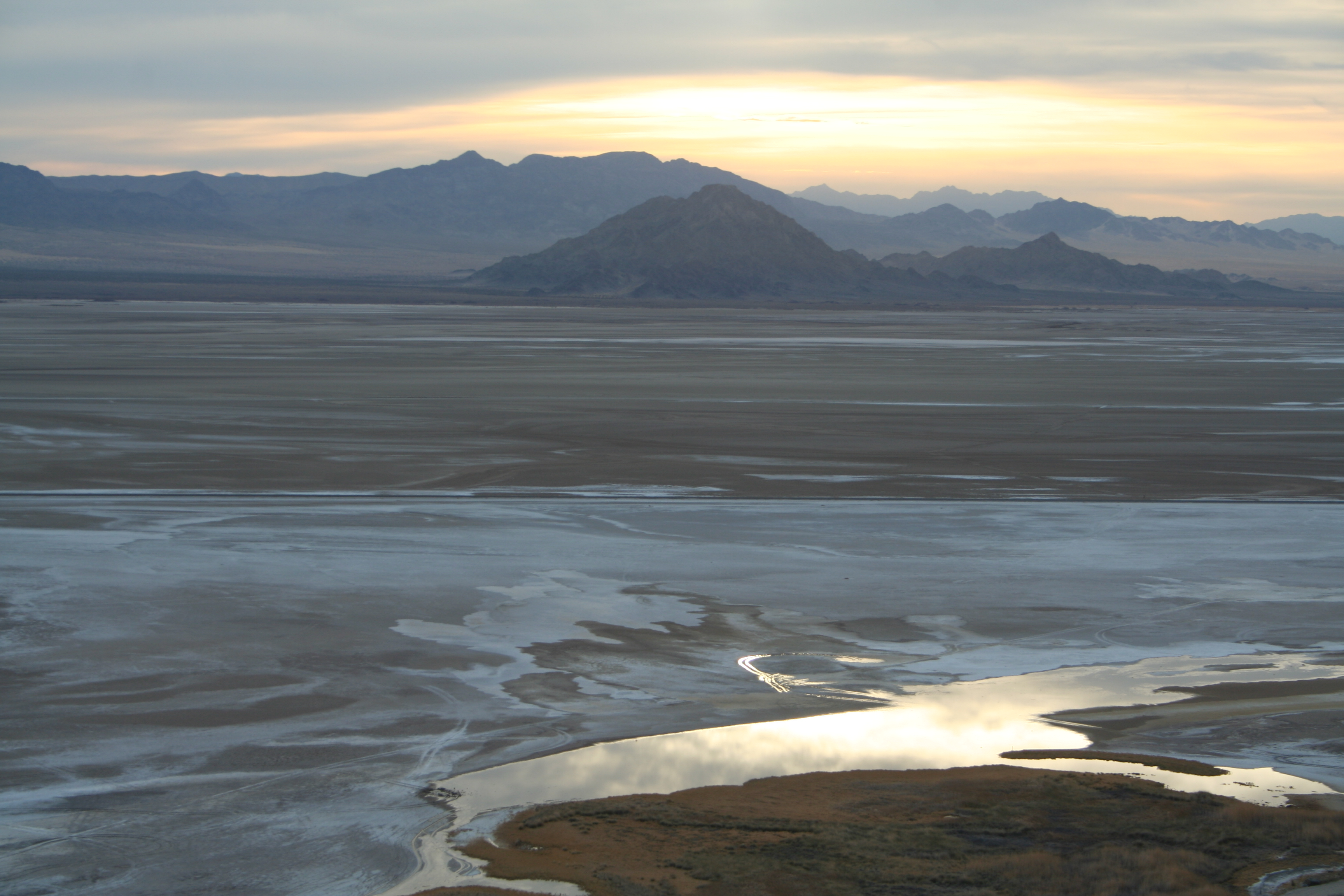
Der Soda Lake 2005

Der Soda Lake oder auch Soda Dry Lake ist ein trockengefallener See in der Mojave-Wüste und liegt im San Bernardino County im Bundesstaat Kalifornien der Vereinigten Staaten.

## Lage

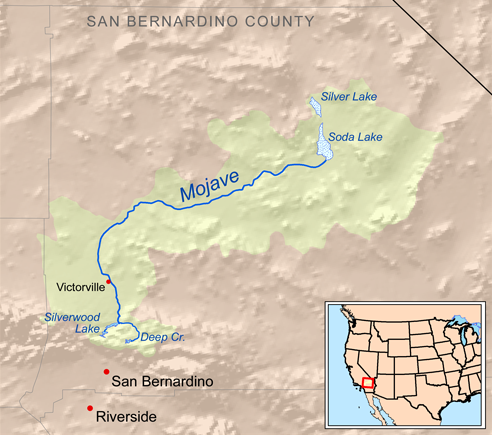
Flusssystem des Mojave River mit dem Soda Lake

In den See mündet der Mojave River. Durch den Fluss oder Niederschläge in den Soda Lake gelangtes Wasser verdunstet rasch und hinterlässt eine meist ausgetrocknete Playa. Verdunstung auch von Grundwasser hinterlässt Mineralausblühungen, unter anderen von Natriumkarbonat und Natriumbikarbonat. Das Seebett umfasst eine Fläche von etwa 12 Quadratkilometern (3000 Acres) und ist etwas 24 Kilometer (15 Meilen) lang. Soda Lake liegt im Westen des Mojave National Preserve, mit Zzyzx am Westufer. Nördlich führt die Interstate 15 entlang und liegt die Ortschaft Baker.

## Geschichte
Im Pleistozän bestand hier vor etwa 25.000 Jahren und nochmals zwischen vor etwa 20.000 bis vor etwa 13.000 Jahren ein See, der Lake Mojave. Die Soda-Lake-Playa wie auch die Playa des nördlich gelegenen Silver Lake sind Überreste dieses Sees. Nachdem der See vor etwa 11.000 Jahren endgültig verschwunden war, wurde das Gebiet zu einer Salztonebene (Playa). Schichten reich an organischen Ablagerungen deuten darauf hin, dass es bis vor etwa 9.000 Jahren immer wieder Phasen von durch Frühlingsniederschlägen gespeisten zeitweisen Feuchtgebieten gab. Im Holozän kam es dann während der Mittelalterlichen Klimaanomalie und nochmals in der kleinen Eiszeit zu feuchteren Zeiten, ansonsten war das Bett mit kurzen Unterbrechungen bis heute eine Playa. Der Soda Lake war ein Teil des Mohave Trail, eines indianischen Handelsweges von den Mohave am Colorado River zur Pazifikküste. In den 1880ern wurde im Soda Lake Salz für Lecksteine und zum Pökeln in der Rinderwirtschaft abgebaut. Vor 1908 würde eine Anlage zum Abbau von Glaubersalz mit einer Leistung von 600 Tonnen im Monat installiert.